# Ligue sélecte canadienne
La Ligue sélecte canadienne (Canadian Select League en anglais) est le principal championnat du Canada de water-polo féminin depuis 2005. Elle est organisée par Water Polo Canada pour les joueuses dans un objectif de sélection pour les équipes nationales féminines et de formation aux compétitions internationales ; à ce titre, la Ligue majeure se distingue des Championnats canadiens des clubs organisés depuis 1977 chez les dames.

## Historique
En 2007, elle fut la première des ligues de water-polo créées par la fédération canadienne. En septembre 2005, l'idée d’une ligue entre équipes constituées des meilleures joueuses canadiennes est proposée par l'entraîneur Patrick Oaten après la médaille de bronze lors du tournoi des Championnats du monde de natation 2005.
Les deux premières saisons jouées en 2007 et 2008 voient l’opposition de quatre équipes de quinze joueuses, puis de cinq équipes depuis 2009.

## Organisation
Chaque saison de la Ligue sélecte canadienne se joue en octobre et novembre, sauf la première saison entre octobre 2007 et avril 2008.
De 2007 à 2010 inclus, la phase régulière a lieu en deux week-ends au cours duquel chaque équipe joue douze matches. L'équipe gagnante obtient deux points, zéro pour l’équipe défaite. En cas de score égal, une séance de tirs au but (« fusillade » dans le règlement canadien) départage le vainqueur (2 points) et le perdant (1 point). Le troisième week-end, la phase finale a lieu en série éliminatoire : chaque équipe joue un match contre les autres, avec trois points d’avance au classement pour la première de la saison régulière. Le classement final qualifie le premier directement pour la finale et les deuxième et troisième pour la demi-finale.
En 2011, les phases régulière et finale sont jouées en une seule session de quatre jours. Le classement constitué les deux premiers jours qualifie le premier directement pour la finale. La veille de cette finale, la demi-finale oppose les deuxième et troisième. Parallèlement, les quatrième et cinquième joue une partie pour se qualifier au match pour la troisième place contre le perdant de la demi-finale.

## Palmarès
| Année     | Champion             | Finaliste         |
| --------- | -------------------- | ----------------- |
| 2007-2008 | West Coast Wild Cats | Prairie Dogs      |
| 2008      | West Coast Wild Cats | Prairie Dogs      |
| 2009      | East Coast Sharks    | Prairie Dogs      |
| 2010      | West Coast Wild Cats | East Coast Sharks |
| 2011      | Northern Lights      | Central Senators  |

Chacune des cinq équipes de la Ligue a participé au moins une fois à la finale.